# Artéria palatina ascendente
A artéria palatina ascendente é uma artéria do pescoço. É ramo da Artéria Facial. Irriga o céu da boca, a amígdala e a porção superior da faringe.